# Ceyreste
Ceyreste – miejscowość i gmina we Francji, w regionie Prowansja-Alpy-Lazurowe Wybrzeże, w departamencie Delta Rodanu.
Według danych na rok 1990 gminę zamieszkiwały 3004 osoby, a gęstość zaludnienia wynosiła 133 osoby/km² (wśród 963 gmin regionu Prowansja-Alpy-W. Lazurowe Ceyreste plasuje się na 202. miejscu pod względem liczby ludności, natomiast pod względem powierzchni na miejscu 448.).